# Acanthonyx consobrinus
Acanthonyx consobrinus is een krabbensoort uit de familie van de Epialtidae. De wetenschappelijke naam van de soort is voor het eerst geldig gepubliceerd in 1862 door A. Milne-Edwards.